# Ogtay Mirgassimov
Ogtay Mirgasimov (en azéri : Oqtay Mirəsədulla oğlu Mirqasımov) né le 12 juin 1943 à Bakou) est un réalisateur azerbaïdjanais, scénariste, artiste du peuple de la République d'Azerbaïdjan (2000).

## Biographie
En 1963-1968, Ogtay Mirgasimov étudie à l'Université d'État de Moscou et retourne à Bakou au studio de cinéma Azerbaijanfilm. Il est réalisateur et scénariste de plusieurs documentaires et longs métrages. Ses films sont primés dans les festivals de l’URSS. De 1993 à 2001, il travaille comme directeur général de l'Union de production Azerkinovideo. En 2015, il reçoit le prix Djafar Djabbarli et le 7 juin 2018 l'Ordre d'Honneur. Le 2 août 2018, il obtient le Prix national du cinéma de l'Union des cinéastes de la République d'Azerbaïdjan. 

## Famille
- Il est le fils de Mirasadulla Mirkasimov, premier président de l'Académie des sciences de l’Azerbaїdjan.
- Il est le frère du sculpteur Miralasgar Mirgasimov, peintre du Peuple.
- Il est le frère de Rufat Mir-Gasimov, membre correspondant de l'ANAS, docteur en sciences physiques-mathématiques.
- Il est le père de l'actrice Ayan Mirgasimova[3].